# Libyan Arab Air Cargo
Libyan Arab Air Cargo is een Libische luchtvrachtmaatschappij met thuisbasis in de hoofdstad Tripoli.

## Geschiedenis
Libyan Arab Air Cargo werd opgericht in 1979 als United African Airlines en volgde daarmee Central African STAC op. De maatschappij diende als dekmantel voor het vervoer van Libische troepen naar Tsjaad. In 1982 werd de naam gewijzigd in Jamahiriyah Air Transport. In 1986 fuseerde het bedrijf met Libyan Arab Airlines en werd de vrachtdivisie van deze maatschappij werd. Vanaf 1987 opereert het als een commerciële vrachtdivisie van de Libische strijdkrachten.

## Vloot
De vloot van Libyan Arab Air Cargo bestaat uit:(juni 2007)
- 2 Antonov AN124-100
- 4 Antonov AN32P
- 7 Antonov AN26(A)
- 1 Ilyushin IL-76M
- 1 Ilyushin IL-76T
- 4 Ilyushin IL-76TD
- 1 Ilyushin IL-78
- 2 Lockeed L100-30